# Ängsholmsfortet

Ängsholmsfortet ligger på Ängsholmen öster om Värmdö i Stockholms skärgård. Fortet är ett tvillingfort till Siaröfortet och skulle försvara Sandhamnsleden in mot Stockholm.  

## Bakgrund
Beslut om en förstärkning av Vaxholms fästning togs 1914 genom inrättandet av Vaxholms yttre befästningslinje. När sedan första världskriget bröt ut fick man bråttom, man började byggandet 1916, men slutbesiktningen kunde inte ske förrän, 1924, och då var kriget slut. Byggmästare Nils Wiktor Carlsson som hade uppdraget blev då av staten nekad ersättning för utfört arbete, och gick till följd av detta i konkurs. 
Redan som färdigställd försvarsanläggning fick bägge forten underkänt; värnpliktiga som skulle sova i bevakningsrummen högt upp i fortet blev bara efter några veckor så sjuka av all fukt, att myndigheterna förbjöd övernattningar inne i fortet under fredstid.
När andra världskriget bröt ut 1939, var fortet redan omodernt, den nya tidens bombflyg skulle lätt kunna bomba sönder anläggningen.

## Anläggningen
Fortets uppgift var att tillsammans med minfält på ömse sidor om Ängsholmen och med stöd av Torsbergsbatteriet på Värmdö spärra farleden från Sandhamn in mot Stockholm. För detta förfogade man över två st 15,2 cm kanon m/98 i pansartorn, tagna från pansarskeppet HMS Svea samt två mindre pjäser. Fortet var insprängt i berg och förstärkt med betong till ett täckningsdjup på 2,4 till 5,4 meter.

## Nutid
1963 flyttade KFUM sin verksamhet från Ingarö till Ängsholmen, militären behöll dock sina mobförråd ända fram till 1973. Ängsholmen är, till skillnad mot Siaröfortet på Kyrkogårdsön, en lagunö. Alla ingångar och öppningar in till fortet är låsta och plomberade.